# Episodi di Isabel (seconda stagione)
La seconda stagione della serie televisiva Isabel, composta da 13 episodi, è stata trasmessa in prima visione in Spagna da La 1 dal 9 settembre al 2 dicembre 2013.
In Italia, gli episodi sono stati trasmessi da Rai Premium dal 21 novembre 2018 al 23 gennaio 2019. La RAI inoltre ha suddiviso la serie in due sole stagioni di 13 episodi ciascuna, non coincidenti con le stagioni originali, con un rimontaggio che accorpa gli episodi originali (due episodi della versione italiana corrispondono a tre episodi della serie originale). Nonostante questo, l'edizione italiana ha mantenuto la sequenza originale dei titoli dei singoli episodi, che risulta quindi sfalsata rispetto agli episodi originali.
| n° | Titolo originale                       | Prima TV Spagna   | n° Italia | Titolo italiano         | Prima TV Italia  | Stagione in Italia |
| -- | -------------------------------------- | ----------------- | --------- | ----------------------- | ---------------- | ------------------ |
| 1  | Desencuentros                          | 9 settembre 2013  | 9         | Matrimonio reale        | 21 novembre 2018 | Stagione 1         |
|    |                                        |                   | 10        | Nascita                 | 28 novembre 2018 | Stagione 1         |
| 2  | Lazos                                  | 16 settembre 2013 | 10        | Nascita                 | 28 novembre 2018 | Stagione 1         |
|    |                                        |                   | 10        | Nascita                 | 28 novembre 2018 | Stagione 1         |
| 3  | La paz para Castilla                   | 23 settembre 2013 | 11        | Il principio della fine | 5 dicembre 2018  | Stagione 1         |
| 4  | Lealtad y deber                        | 30 settembre 2013 | 11        | Il principio della fine | 5 dicembre 2018  | Stagione 1         |
|    |                                        |                   | 12        | Elezioni                | 12 dicembre 2018 | Stagione 1         |
| 5  | El poder de la reina                   | 7 ottobre 2013    | 12        | Elezioni                | 12 dicembre 2018 | Stagione 1         |
|    |                                        |                   | 12        | Elezioni                | 12 dicembre 2018 | Stagione 1         |
| 6  | Sultano                                | 14 ottobre 2013   | 13        | La nuova regina         | 19 dicembre 2018 | Stagione 1         |
| 7  | Tiempos de Inquisición                 | 21 ottobre 2013   | 13        | La nuova regina         | 19 dicembre 2018 | Stagione 1         |
|    |                                        |                   | 1         | La scoperta             | 26 dicembre 2018 | Stagione 2         |
| 8  | Herederos de sangre                    | 28 ottobre 2012   | 1         | La scoperta             | 26 dicembre 2018 | Stagione 2         |
|    |                                        |                   | 1         | La scoperta             | 26 dicembre 2018 | Stagione 2         |
| 9  | Lo más liviano                         | 4 novembre 2013   | 2         | Legami                  | 2 gennaio 2019   | Stagione 2         |
| 10 | Pacta con el diablo                    | 11 novembre 2013  | 2         | Legami                  | 2 gennaio 2019   | Stagione 2         |
|    |                                        |                   | 3         | Pace per la Castiglia   | 9 gennaio 2019   | Stagione 2         |
| 11 | Abolengo                               | 18 novembre 2013  | 3         | Pace per la Castiglia   | 9 gennaio 2019   | Stagione 2         |
|    |                                        |                   | 3         | Pace per la Castiglia   | 9 gennaio 2019   | Stagione 2         |
| 12 | El último reino en Granada             | 25 novembre 2013  | 4         | Lealtà e dovere         | 16 gennaio 2019  | Stagione 2         |
| 13 | Lo que no supiste defender como hombre | 2 dicembre 2013   | 4         | Lealtà e dovere         | 16 gennaio 2019  | Stagione 2         |
|    |                                        |                   | 5         | La fragilità del regno  | 23 gennaio 2019  | Stagione 2         |